# 터널 효과

포텐셜 장벽을 통과하는 전자를 표현한 애니메이션. 일정 확률의 전자가 장벽을 넘는다.

터널 효과(영어: tunnel effect) 또는 터널링(영어: tunneling)은 양자 역학에서 원자핵을 구성하는 핵자가 그것을 묶어 놓은 핵력의 포텐셜 장벽보다 낮은 에너지 상태에서도 확률적으로 원자 밖으로 튀어 나가는 현상을 말한다.

## 개요
고전 역학에서 입자는 자신이 갖는 에너지 보다 준위가 높은 에너지 장벽을 넘을 수 없다. 원자핵을 이루는 핵자들은 핵력의 작용으로 강하게 결합되어 있다. 이를 포텐셜 장벽이라고 한다. 고전 역학에 따르면 핵자들은 포텐셜 장벽이 만드는 에너지보다 작은 에너지를 갖기 때문에 원자 밖으로 탈출하는 것이 불가능하다. 그러나, 실제로는 방사성 물질에서 알파 입자가 핵력보다 낮은 에너지 상태에서 원자핵을 벗어나는 일이 일어난다. 이러한 현상을 터널 효과라고 한다. 현대 물리학의 표준 모형에서는 빅뱅 과정에서 발생한 인플레이션 현상 역시 이러한 터널 효과 때문이라고 여기고 있다.

## 역사
1927년에 독일의 프리드리히 훈트가 분자의 이성질체 사이의 전이를 다루기 위하여 도입하였다. 이듬해 1928년에 조지 가모프와 로널드 거니(Ronald W. Gurney), 에드워드 콘던(Edward U. Condon)이 터널 효과를 통해 알파 붕괴를 설명하여 터널 효과가 실재함을 증명하였다.

## 이용

### 주사 터널링 현미경
주사 터널링 현미경(약어 : STM)은 선단이 예리한 심침(팁)을 시료 표면에 접근시켜(약 100nm), 시료를 미소 스텝으로 주사하면서 시료와 팁 간에 흐르는 터널 전류를 검출하여 화상처리를 하는 방식의 전자현미경이다. 이 터널전류는 거리에 매우 민감하므로 외부 진동을 충분히 차단함으로써 시료 표면의 요철, 경우에 따라서는 원자상을 관찰할 수 있다. 
STM은 전자의 양자역학적 터널링을 이용하는 장비다. 전도성 팁을 시료 표면에 아주 가깝게 가져간 상태에서 팁과 시료 사이에 바이어스 전압을 걸어주면 전자가 진공의 에너지 장벽을 꿰뚫고 한 쪽에서 다른 쪽으로 넘어갈 수 있다. 그 결과로 생기는 터널링 전류는 팁의 위치, 가해진 전압, 그리고 시료의 국소 상태 밀도(LDOS; local density of states)에 의해 결정된다. 팁 끝으로 시료 표면을 훑으면서 팁과 시료 사이를 흐르는 터널링 전류를 측정하여 표면을 볼 수 있다.

## 주해
1. ↑  예를 들어, 지구는 태양 주위를 공전하며 발생하는 가속도와 지구와 태양 사이에 발생하는 인력의 평형으로 안정된 궤도를 공전한다.

## 같이 보기
- 전계 전자 방출
- 양자 복제
- 터널 다이오드
- 화이트홀